# تاتسویا ایشیکاوا
تاتسویا ایشیکاوا (انگلیسی: Tatsuya Ishikawa؛ زادهٔ ۲۵ دسامبر ۱۹۷۹) بازیکن فوتبال اهل ژاپن است.
از باشگاه‌هایی که در آن بازی کرده‌است می‌توان به باشگاه فوتبال کاشیما آنتلرز و باشگاه فوتبال توکیو وردی اشاره کرد.
وی همچنین در تیم ملی فوتبال زیر ۲۰ سال ژاپن بازی کرده‌است.